# Abderrazak El Mnasfi
Abderrazak El Mnasfi, arab. عبد الرزاق المناصفي (ur. 5 marca 1982 w Kénitrze) – marokański piłkarz grający przede wszystkim na pozycji ofensywnego pomocnika.

## Kariera piłkarska
Pierwszym klubem zawodnika był KAC Kénitra. W międzyczasie został wypożyczony do Renaissance de Berkane, powrócił 1 grudnia 2002 roku. 1 grudnia 2005 roku został zawodnikiem Moghrebu Tétouan. Nie pozostał tam długo, bo już 1 grudnia 2006 roku podpisał kontrakt z FARem Rabat. W sezonie 2006/2007 z tym klubem zdobył mistrzostwo kraju. 1 grudnia 2009 roku powrócił do Moghrebu Tétouan, w sezonie 2011/2012 w tym klubie rozegrał 13 meczów i strzelił 3 bramki. W tymże sezonie zdobył po raz drugi w karierze mistrzostwo Maroka. 1 lipca 2012 roku został zawodnikiem Wydadu Casablanca. Rozegrał tam 13 meczów i raz asystował. 1 września 2014 roku podpisał kontrakt z IZK Khemisset, rozegrał tam 19 meczów i strzelił 3 bramki. 29 lipca 2015 roku powrócił do klubu, w którym zaczynał – KAC Kénitra. Rozegrał tam 32 mecze i strzelił 4 gole. 1 lipca 2017 roku został zawodnikiem Chabab Atlas Khénifra, w którym rozegrał 5 meczów. 1 stycznia 2018 roku zakończył piłkarską karierę. Łącznie na najwyższym szczeblu rozgrywkowym Maroka rozegrał 81 meczów, strzelił 10 goli i raz asystował.